# Aspergillus granulatus
Aspergillus granulatus är en svampart som beskrevs av Mosseray 1934. Aspergillus granulatus ingår i släktet Aspergillus och familjen Trichocomaceae.   Inga underarter finns listade i Catalogue of Life.